# Olinda brasiliensis
Olinda brasiliensis är en tvåvingeart som beskrevs av Robineau-desvoidy 1830. Olinda brasiliensis ingår i släktet Olinda och familjen parasitflugor. Inga underarter finns listade i Catalogue of Life.